# Brickaville (stad)
Brickaville is een stad in Madagaskar, gelegen in de regio Atsinanana. De stad telt 23.516 inwoners (2005).

## Geschiedenis
Tot 1 oktober 2009 lag Brickaville in de provincie Toamasina. Deze werd echter opgeheven en vervangen door de regio Atsinanana. Tijdens deze wijziging werden alle autonome provincies opgeheven en vervangen door de in totaal 22 regio's van Madagaskar.

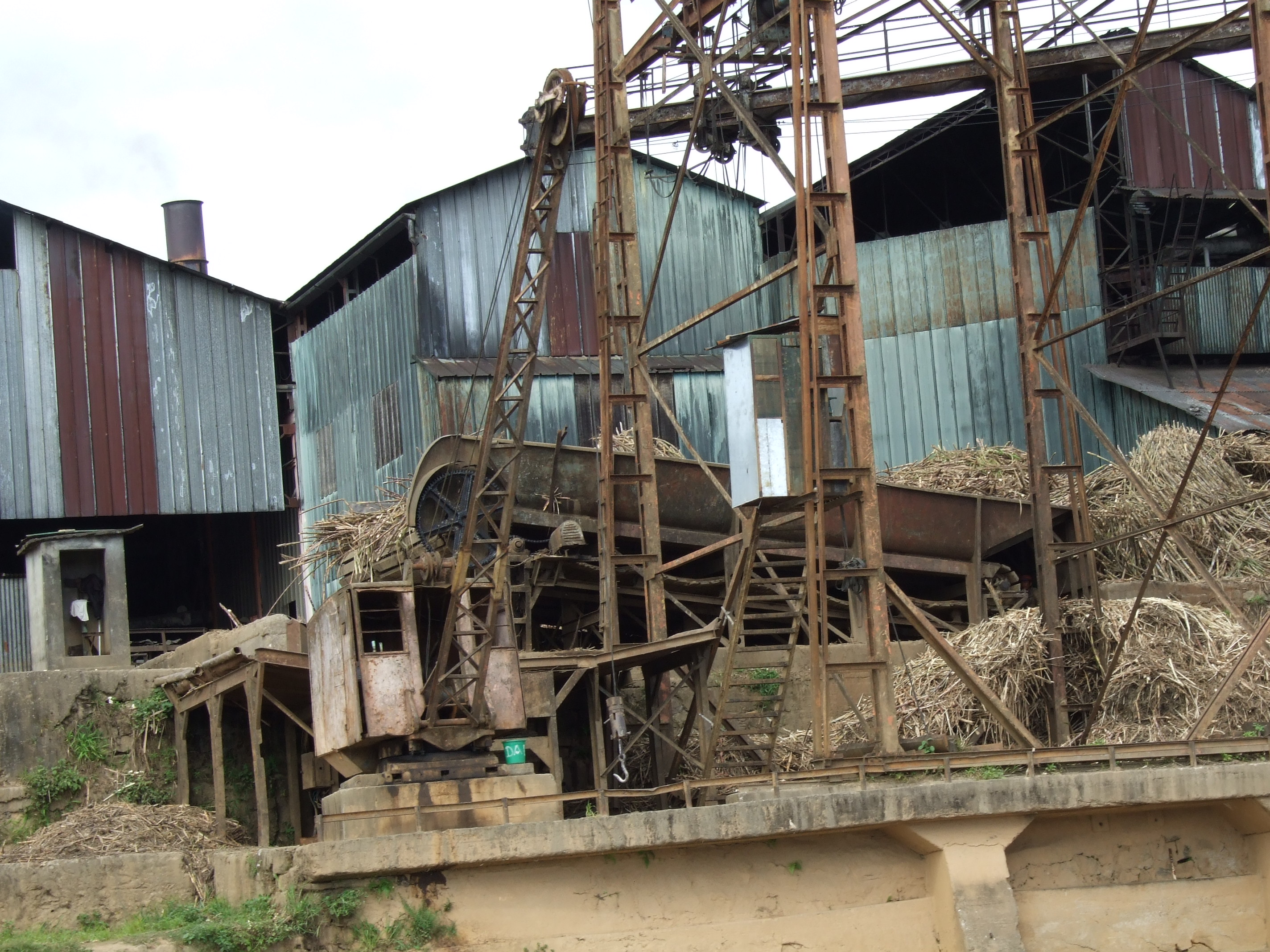
Rietsuikerfabriek in Brickaville